# Charles Jacques Édouard Morren
Ne pas confondre avec son père Charles François Antoine Morren (1807-1858)
Charles Jacques Édouard Morren (2 décembre 1833 - 28 février 1886), est un botaniste belge qui est professeur de botanique et directeur du Jardin botanique de l'université de Liège (1857-1886). Son domaine particulier d'étude était la famille des Bromeliaceae pour laquelle il était reconnu une autorité. Il était le fils de Charles François Antoine Morren.

## Biographie
Il est rédacteur de la revue « La Belgique Horticole » dans laquelle il publia de nombreuses espèces nouvelles. Il travaillait sur une monographie des Bromeliaceae lorsque la mort le surprit à 53 ans. Ses manuscrits et ses plaques d'aquarelle ont été vendus à Kew Gardens par sa veuve peu après sa mort et examinées par John Gilbert Baker et Carl Christian Mez, qui ont décrit de nombreuses nouvelles espèces inédites. Baker fait un large usage de ces peintures dans la préparation de son « Manuel des Bromeliaceae » qui a été publié en 1889.
Morren a employé quatre artistes pour travailler sur ses planches - Jean Marie Guillaume Cambresier, R. Sartorius, François Stroobant (1819-1916) et François De Tollenaere. Leur style a influencé plus tard les peintures de Margaret Mee.

## Source
- (en) Cet article est partiellement ou en totalité issu de l’article de Wikipédia en anglais intitulé « Charles Jacques Édouard Morren » (voir la liste des auteurs).